# بخش مهسانا
بخش مهسانا (به انگلیسی: Mehsana district) یک منطقهٔ مسکونی در هند است که در گجرات واقع شده‌است. بخش مهسانا ۲٬۰۳۵٬۰۶۴ نفر جمعیت دارد.